# 男嫌い (1963年のテレビドラマ)
『男嫌い』（おとこぎらい）は、1963年4月16日から1964年4月7日まで日本テレビ系列で放送されたテレビドラマ。全52回。1964年に、このドラマの映画版『男嫌い』が東宝、監督・木下亮で製作された。
いすゞ自動車一社提供。なおいすゞは木曜20:00で放送された『ヘッドライト→青年弁護士』を引き継いでの提供である。

## 概要
1961年8月20日に同局の単発ドラマ枠『東レサンデーステージ』で放送された同名の単発ドラマを、連続ドラマとして放送した作品。劇中で登場人物が喋る「カモね」「そのようョ」「まあね」「ムシる」「カワイ子ちゃん」などの台詞が流行語となった。四姉妹とムシられ役の末っ子との姉弟愛、女から見た男性への批判などを描き、様々な男性有名人が“ムシられ役”でゲスト出演していた。

## 放送時間
- 1963年4月16日 - 9月：火曜21:45 - 22:15（JST）
- 1963年10月 - 1964年4月7日：火曜21:30 - 22:00（JST）
  - 21:30『きょうの出来事』、21:40『スポーツニュース』枠交換で、15分繰上げ。

## 出演者
- 高村綾子（長女）：越路吹雪
- 高村郁子（次女）：淡路恵子
- 高村歌子（三女）：岸田今日子
- 高村悦子（四女）：横山道代
- 高村修：坂本九
- 叔父：三津田健
- 叔父の妻：夏川静枝
- 谷啓
- 杉浦直樹
- 益田喜頓
- 植木等
- 森雅之
- ジェリー藤尾
- 中尾ミヱ
- 田代信子
- 仲谷昇
- 名古屋章
- ほか

なお越路・淡路・岸田・横山の4名は、『東レサンデーステージ』版でも出演していた。

## スタッフ
- 脚本：八木柊一郎（劇中にも出演）、福田陽一郎、西島大
- 演出：福田陽一郎
- 演出助手：山本道夫、児島三郎、原薫太郎
- 音楽：山本直純
- 音響効果：岩味潔
- 技術TD：野口博
- カメラ：藤原雄三、斉藤智恵、工藤恂児、北川晴郎
- 音声：斉藤喜久雄
- ミキサー：杉浦賢俊
- ブーム：掛川陽三郎
- 照明：相馬清三
- 装置：河野国夫
- 美術進行：斉藤徹
- 衣装：山崎優
- メーキャップ：花渓慶子
- タイトル：土屋昭雄
- 代理店：大広
- 制作：東宝、NTV

## サブタイトル
※括弧内はゲスト出演者。
1. 1963年4月16日 「喪は明けて」
2. 1963年4月23日 「あの方に手紙を」
3. 1963年4月30日 「なぐって、なでろ!」
4. 1963年5月7日 「未亡人ごっこ」
5. 1963年5月14日 「声はすれども」（南原宏治、フランソワーズ・モレシャン）
6. 1963年5月21日 「恋という字」（平幹二朗）
7. 1963年5月28日 「しつこい一週間」（ハナ肇、笈田勝弘）
8. 1963年6月4日 「綾子の子守唄」
9. 1963年6月11日 「雨の日のプレゼント」
10. 1963年6月18日 「しびれ念仏」（西村晃）
11. 1963年6月25日 「嘘の愉しみ」
12. 1963年7月2日 「真夜中の手帳」（露口茂）
13. 1963年7月9日 「色あせた憶い出」
14. 1963年7月16日 「カーブとストレート」
15. 1963年7月23日 「バカンス心中」（小沢昭一）
16. 1963年7月30日 「女は蜘蛛だ」
17. 1963年8月6日 「女は移り気」（中谷一郎）
18. 1963年8月13日 「美人薄命?」（園井啓介）
19. 1963年8月20日 「しつこい訪問客」（ハナ肇）
20. 1963年8月27日 「結婚は愚事」（太刀川寛、高橋昌也）
21. 1963年9月3日 「二つの卵」
22. 1963年9月10日 「沈黙は金」（神山繁、斎藤達雄）
23. 1963年9月17日 「子守唄をもう一度」（渥美清）
24. 1963年9月24日 「見かけによらない男」（北村和夫）
25. 1963年10月1日 「週末のア・ラ・カルト」
26. 1963年10月8日 「七人目の妻」（田中明夫、蜷川幸雄）
27. 1963年10月15日 「男の十字架」（有島一郎、田浦正己）
28. 1963年10月22日 「私は私」（南道郎）
29. 1963年10月29日 「恋人と呼ばせて」（中島そのみ、大塚国夫）
30. 1963年11月5日 「ボーン・ヘッド」（池部良、滝雅男、杉幸彦）
31. 1963年11月12日 「すれちがい」
32. 1963年11月19日 「結婚の季節」（小池朝雄）
33. 1963年11月26日 「古い手紙たち」（夏目俊二）
34. 1963年12月3日 「恋する男」（田村高廣）
35. 1963年12月10日 「あつらえた浮気」（大坂志郎、荒木道子、三國一朗）
36. 1963年12月17日 「まぼろしの象」
37. 1963年12月24日 「かえった卵」
38. 1963年12月31日 「みそかの夢」
39. 1964年1月7日 「正月闖入者」
40. 1964年1月14日 「マイ・ペース」（藤木悠）
41. 1964年1月21日 「にせもの同志」（山内明）
42. 1964年1月28日 「近くの他人」（砂塚秀夫）
43. 1964年2月4日 「星からの男」（北大路欣也、山田吾一）
44. 1964年2月11日 「鳥籠の中と外」（山本豊三、根上淳）
45. 1964年2月18日 「山から来た男」
46. 1964年2月25日 「予算的男性」
47. 1964年3月3日 「恋の学校」（早川保、夏川大二郎）
48. 1964年3月10日 「目には目、口には口」（安井昌二）
49. 1964年3月17日 「彼岸の男達」（青島幸男、石黒達也）
50. 1964年3月24日 「春のユニホーム」（須賀不二男）
51. 1964年3月31日 「女は異国の土地で」（佐田啓二、天田俊明、黛ひかる）
52. 1964年4月7日 「いついつまでも」（森雅之、永井智雄、岡田真澄、平幹二朗、山田吾一）

## その他
1994年にはTBS系列の「木曜ドラマ」でリメイク版が放送された。